# Mnesampela fucata
Mnesampela fucata är en fjärilsart som beskrevs av Felder 1875. Mnesampela fucata ingår i släktet Mnesampela och familjen mätare. Inga underarter finns listade i Catalogue of Life.

## Bildgalleri

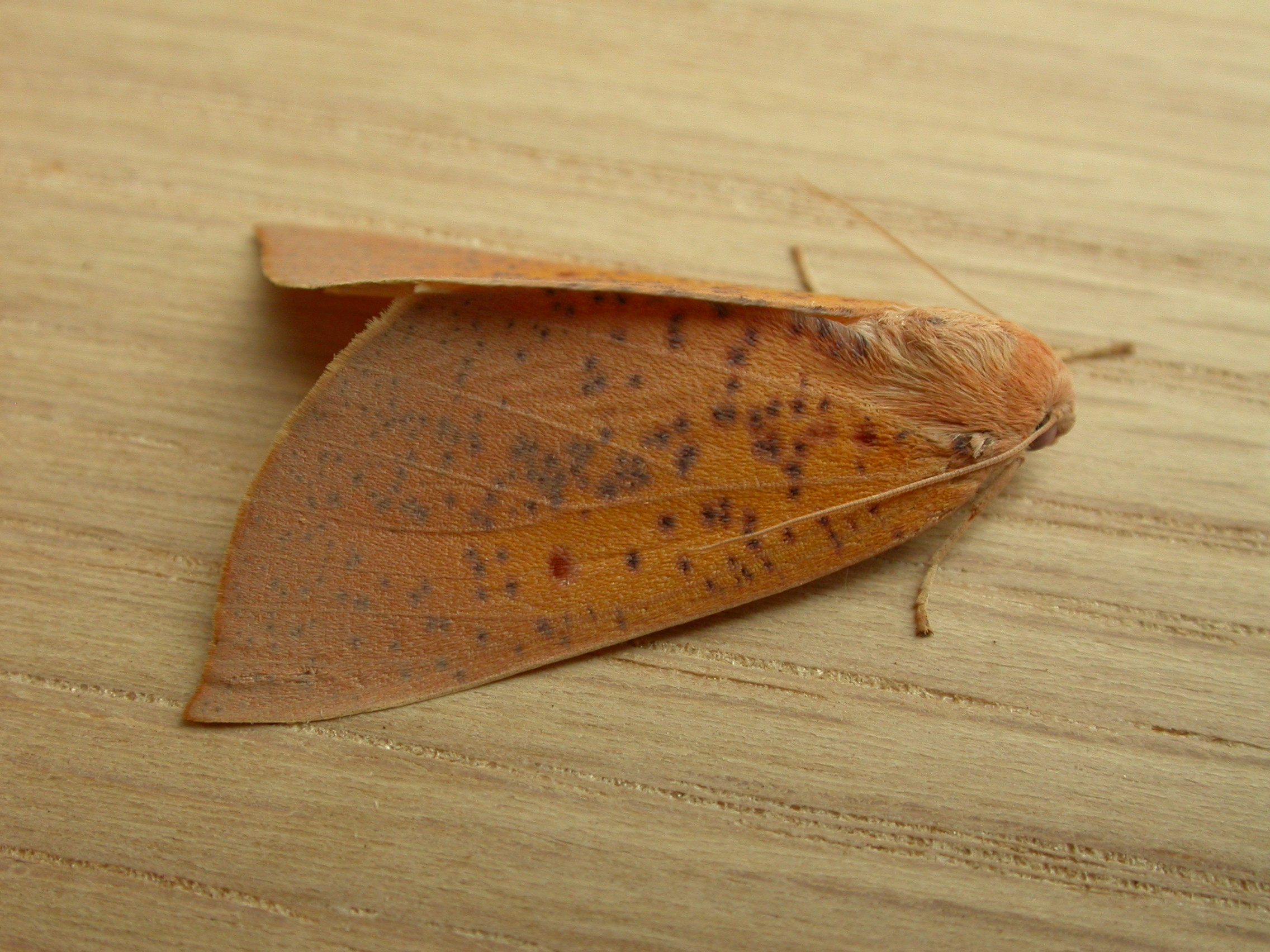
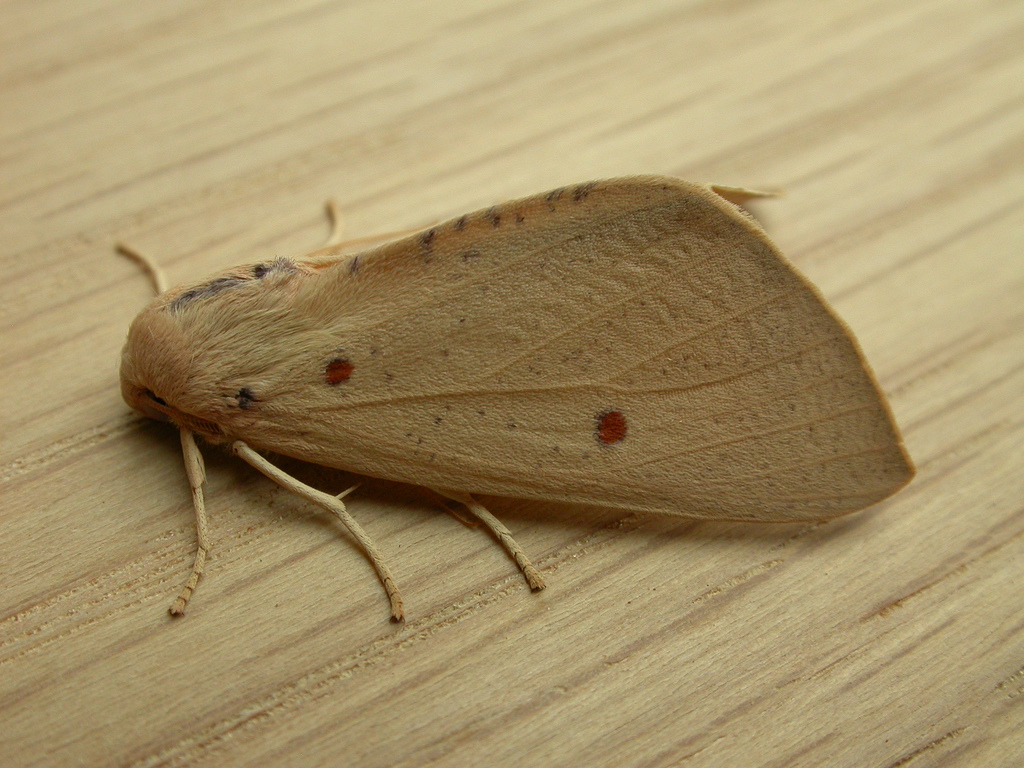